# Cisco
Cisco Systems (ˈsɪskəʊ/), «Сиско Системз» — американская транснациональная компания, разрабатывающая и продающая сетевое оборудование, предназначенное в основном для крупных организаций и телекоммуникационных предприятий (изначально занималась только корпоративными маршрутизаторами). Также разрабатывает программное обеспечение в сфере информационной безопасности. Кроме этого, компания организует обучающие программы и сертификацию специалистов в областях сетевого оборудования и интернета.
Штаб-квартира компании находится в Сан-Хосе, штат Калифорния. Среди ключевых фигур компании длительное время находится Джон Чемберс, ранее генеральный директор, а позже — председатель совета директоров. Генеральным директором компании с 2015 года является Чак Роббинс.
Одна из крупнейших в мире компаний, специализирующихся в области высоких технологий. В списке крупнейших публичных компаний в мире Forbes Global 2000 за 2022 год Cisco Systems заняла 92-е место. В списке крупнейших компаний США по размеру выручки Fortune 500 заняла 74-е место.

## Название

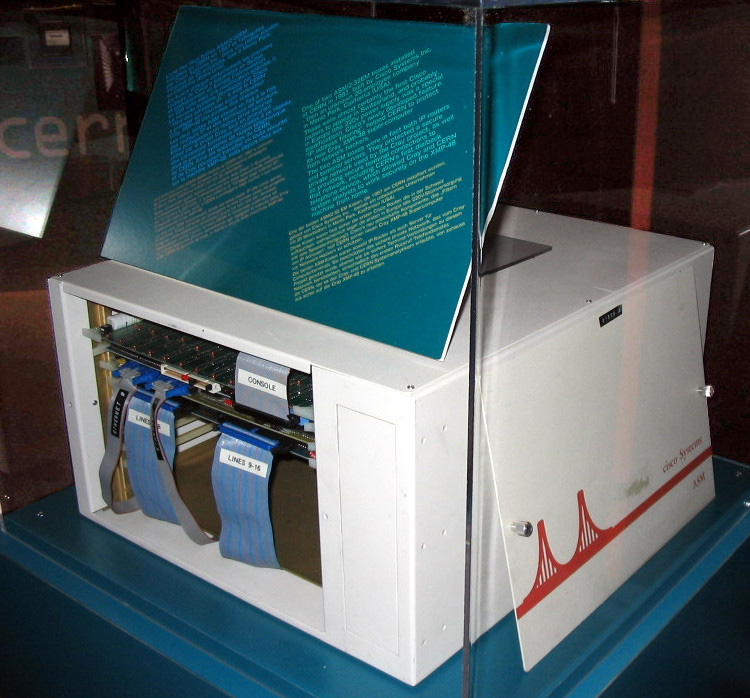
Маршрутизатор Cisco, разработанный в 1987 году

Название Cisco — сокращение от названия города Сан-Франциско, штат Калифорния (San Francisco), первоначально писалось со строчной буквы «c». Написание ciscoSystems продолжало использоваться в сообществе инженеров компании ещё долго после того, как компания официально сменила имя на Cisco Systems, Inc. До сих пор можно встретить название «ciscoSystems» в сообщениях IOS и отчётах об ошибках.
Логотип компании представляет собой стилизованное изображение моста «Золотые ворота».

## История

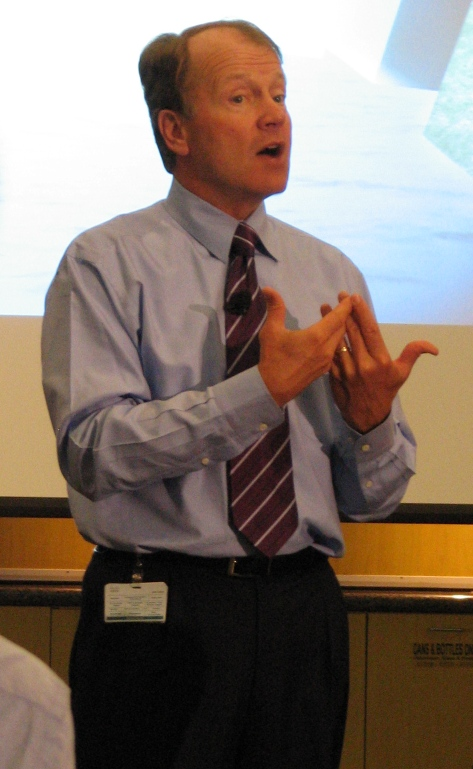
Президент компании Джон Чемберс

Компания основана в 1984 году супругами Леонардом Босаком (Leonard Bosack) и Сандрой Лернер (Sandra Lerner), занимавшимися до этого техническим обслуживанием вычислительной техники в штате Стэнфордского университета. Леонарду Босаку удалось разработать технологию, которая позволила соединить локальные сети двух факультетов университета. Не сумев заинтересовать своей технологией ни одного производителя компьютеров, супруги основали свою компанию, Cisco Systems.
Хотя Cisco не была первой компанией, разрабатывавшей и продававшей маршрутизаторы — устройства, перенаправляющие компьютерный трафик из одной сети в другую, — она создала первый коммерчески успешный многопротокольный маршрутизатор. Это устройство позволяло ранее несовместимым компьютерам сообщаться между собой, даже если они использовали разные сетевые протоколы. Продажи первого продукта начались в 1986 году, за 1986/87 финансовый год компания заработала 1,5 млн долларов. Первоначально компания ориентировалась на учебные и научные учреждения, но к концу 1980-х годов её продукцией заинтересовались и крупные корпорации, которым нужно было связать локальные сети отдалённых филиалов.
Хотя в техническом отношении маршрутизаторы Cisco опережали продукцию конкурентов, компании не хватало средств для развития, и в 1988 году она прибегла к компании по венчурному финансированию Sequoia Capital. По условиям финансирования, компанию возглавил Джон Моргридж (John Morgridge), в состав правления были введены профессиональные менеджеры. В феврале 1990 года компания разместила свои акции на бирже Nasdaq, а в августе 1990 года Босак и Лернер ушли из компании, получив за свою долю в Cisco 170 млн долларов, позже Босак и Лернер развелись.
В начале 1990-х годов рынок сетевого оборудования быстро рос, с ним росла и Cisco, если в 1990 году выручка составила 70 млн долларов, то в 1992 году — 340 млн. В 1993 году компания стала одним из 4 соучредителей ATM Forum, консорциума по внедрению технологии асинхронного способа передачи данных (ATM). В январе 1994 года была представлена новая флагманская модель маршрутизатора Cisco 7000, а в июне того же года — упрощённая модель Cisco 2000. Рост компании проходил не только в США, но и в других странах, в начале 1990-х годов были открыты филиалы в Японии, Австралии, Гонконге и Бельгии, в 1990 году на зарубежные продажи приходилось 35 % выручки, в 1994 году — 40 %; на зарубежных рынках Cisco работала через дистрибьюторов, а в США преобладала модель прямых продаж. Европейские компании British Telecom, Alcatel и Siemens стали контрактными производителями продукции Cisco.
Первым приобретением стала компания Crescendo Communications в августе 1993 года за 95 млн долларов. В следующем году были куплены компании Newport Systems Solutions (разработчик сетевого программного обеспечения), Kalpana (Ethernet-шлюзы) и LightStream Corporation. В 1994 году штаб-квартира была перенесена из Менло-Парк в Сан-Хосе; к этому времени выручка Cisco превысила 1 млрд долларов, а число сотрудников — 2 тыс. В начале 1995 года генеральным директором стал Джон Чемберс, под его руководством было сделано ещё несколько крупных приобретений, в частности StrataCom за 4,67 млрд долларов (ведущий производитель оборудования для передачи данных по технологиям ATM и Frame relay). в 1997 и 1998 годах было сделано ещё 15 поглощений, благодаря которым Cisco вышла на рынок IP-телефонии со своими IP-телефонами, корпоративными IP-АТС и шлюзами к телефонной сети общего пользования. К 1999 году выручка превысила 12 млрд долларов, а рыночная капитализация — 100 млрд. Поглощение 17 компаний в 1999 году (среди них Cerent Corporation за $7,2 млрд) позволило компании выйти в сферы беспроводных и волоконно-оптических сетей. В конце марта 2000 года Cisco стала крупнейшей компанией мира по рыночной капитализации — 555 млрд долларов (правда, не надолго).
В 2003 году Cisco Systems за $500 млн приобрела фирму Linksys — производителя оборудования для домашних сетей и сетей малых офисов. В 2013 году она была продана компании Belkin, а та, в свою очередь, в 2018 году была поглощена тайваньской группой Foxconn.
В декабре 2009 года Cisco удалось приобрести более 90 % акций норвежской компании Tandberg. Сделка, которая позволила компании стать мировым лидером в производстве оборудования для видеоконференций, обошлась в 19 млрд норвежских крон ($3,4 млрд).
В 2010-х годах Cisco начала активно поглощать различных производителей программного обеспечения. 10 декабря 2012 года завершён процесс поглощения фирмы Cloupia, выпускающей программное обеспечение для автоматизации конвергентных инфраструктурных комплексов (таких как FlexPod, vBlock). В июле 2013 года в собственность Cisco перешла компания Sourcefire — разработчик системы обнаружения атак Snort, антивирусного пакета ClamAV и платформы для выявления угроз Razorback, сумма сделки составила $2,7 млрд. В сентябре 2014 года поглощена компания Metacloud, специализирующаяся на создании и обслуживании облачных систем на базе платформы с открытым кодом OpenStack, сделка стала крупнейшей за всю историю сообщества OpenStack.
В январе 2017 года за $3,7 млрд была приобретена компания AppDynamics, разработчик систем управления производительностью приложений, а в мае 2017 года объявлено сразу о двух приобретениях: о покупке стартапа по разработке программно-определяемых сетей Viptela за $610 млн, и о поглощении разработчика аналитических инструментов Saggezza. В августе 2017 года поглощена компания SpringPath, разработавшая программно-определяемую сеть хранения, составляющую с 2016 года основу гиперконвергентной системы Cisco HyperFlex.
1 мая 2018 года Cisco Systems купила  стартап Compound по бизнес-аналитике, основанный на искусственном интеллекте за 270 миллионов долларов. По состоянию на июнь 2018 года Cisco Systems занимала 444-е место в списке Forbes Global 2000 с рыночной капитализацией в 221,3 миллиарда долларов.
В 2019 году Cisco приобрела компании  CloudCherry и Voicea. В 2019 году Cisco также представила ASIC-чип “Silicon One” модель G100.
В марте 2020 года старший вице-президент и генеральный директор по корпоративным сетям Дэвид Гекелер ушёл из компании, чтобы стать генеральным директором Western Digital. Вместо него пришёл Тодд Найтингейл, глава поздравления Cisco Meraki. В октябре 2022 года Cisco добавило приложение Microsoft Teams к своим устройствам для проведения совещаний.
В 2022 году Cisco полностью свернула продажи своего оборудования в России из-за конфликта на Украине и полностью прекратила обслуживание уже проданных устройств. В апреле 2023 года стало известно, что компания уничтожила оборудование, запасные части, транспортные средства и офисную мебель на сумму 1,86 миллиарда рублей (около 23 миллионов долларов) из-за невозможности реэкспорта. В феврале 2023 года Cisco списала долг российскому оператору мобильной связи МТС в размере 1,234 миллиарда рублей.
15 февраля 2024 года Cisco объявила, что уволит более 4000 сотрудников, около 5% от общего количество сотрудников, также компания понизила прогноз годовой выручки из-за экономических проблем и снижения спроса со стороны поставщиков телекоммуникационных и кабельных услуг.

## Собственники и руководство
Чарльз Роббинс (Charles H. Robbins) — генеральный директор с июля 2015 года, председатель совета директоров с декабря 2017 года; в компании с 1997 года. Также член совета директоров BlackRock (с 2017 года).
4 мая 2015 года официально было объявлено, что Джон Чемберс сложит свои полномочия генерального директора и с 26 июля 2015 года Cisco возглавит Чак Роббинс. А 65-летний Чемберс, который находится у руля крупнейшего в мире производителя сетевого оборудования последние 20 лет, сохранит за собой пост председателя совета директоров и будет помогать своему преемнику адаптироваться к новой должности.

### Акционеры
| Название акционера                         | Количество акций, млн шт. | Доля в акционерном капитале, % | Стоимость пакета акций, млрд $ |
| ------------------------------------------ | ------------------------- | ------------------------------ | ------------------------------ |
| The Vanguard Group, Inc.                   | 380,5                     | 9,29                           | 19,51                          |
| Blackrock Inc.                             | 343,4                     | 8,38                           | 17,61                          |
| State Street Corporation                   | 180,8                     | 4,41                           | 9,27                           |
| Geode Capital Management                   | 76,7                      | 1,87                           | 3,93                           |
| Charles Schwab Investment Management, Inc. | 70,6                      | 1,72                           | 3,62                           |
| Bank Of New York Mellon Corporation        | 70,5                      | 1,72                           | 3,62                           |
| Morgan Stanley                             | 61,8                      | 1,51                           | 3,17                           |
| Bank of America Corporation                | 61,3                      | 1,50                           | 3,14                           |
| Northern Trust Corporation                 | 53,1                      | 1,30                           | 2,72                           |
| Wellington Management Company, LLP         | 49,2                      | 1,20                           | 2,52                           |

По состоянию на конец 2022 года институциональным инвесторам принадлежало 76,6 % от всех акций Cisco Systems.

## Деятельность

### Продукция
Продукция Cisco включает:
- Маршрутизаторы
- Ethernet-коммутаторы

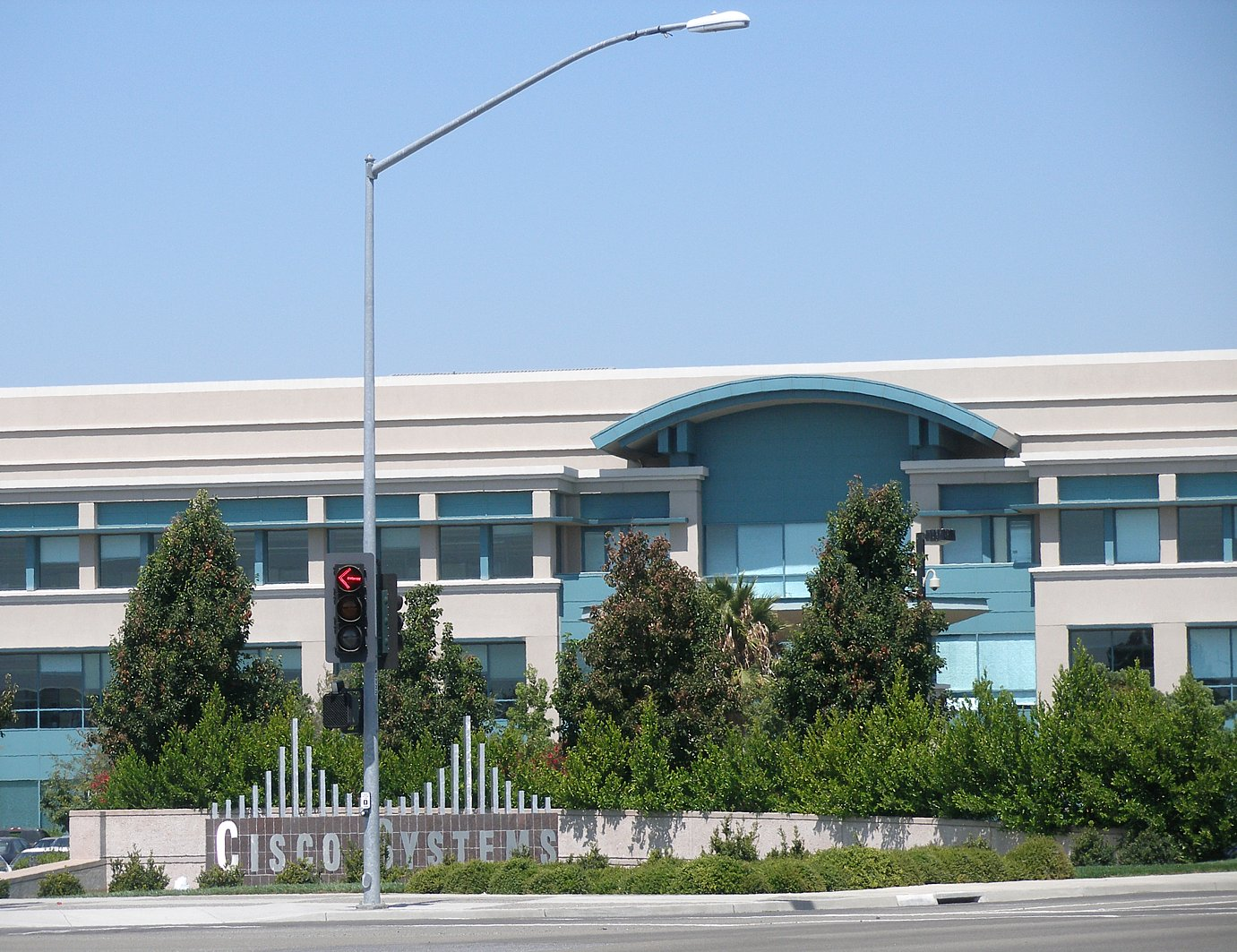
Один из офисов Cisco в Сан-Хосе, штат Калифорния

- Продукты для IP-телефонии, такие, как IP-PBX, VoIP-шлюзы (часть линеек изначально не являлись собственной разработкой, OEM Polycom)
- Устройства сетевой безопасности (межсетевые экраны, VPN, IDS и др.)
- Точки доступа Wi-Fi
- Платформы оптической коммутации
- ATM-коммутаторы
- Кабельные модемы
- DSL-оборудование
- Универсальные шлюзы и шлюзы удалённого доступа
- Программное обеспечение управления сетью
- Системы видеонаблюдения
- Коммутаторы сетей хранения данных
- Серверы (UCS, поставляются с 2009 года[28], в частности, в составе комплексов FlexPod, выпускаемых Cisco совместно с NetApp и комплексов Vblock[англ.], выпускаемых VCE — совместным предприятием VMware, Cisco и EMC)
- Крупные системы видеоконференций TelePresence (на основе оборудования поглощённой компании Tandberg).

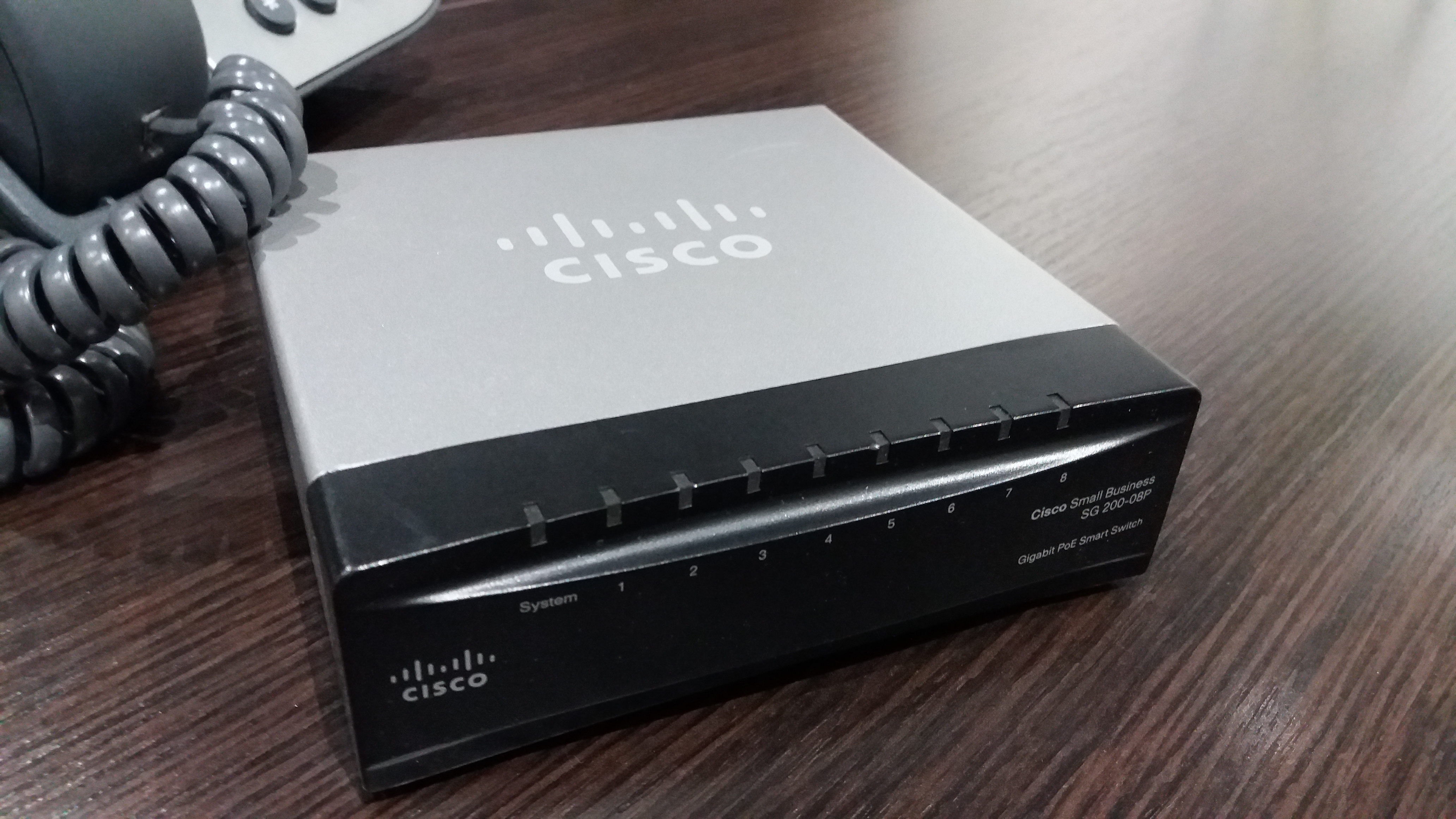
Сетевой коммутатор с поддержкой PoE
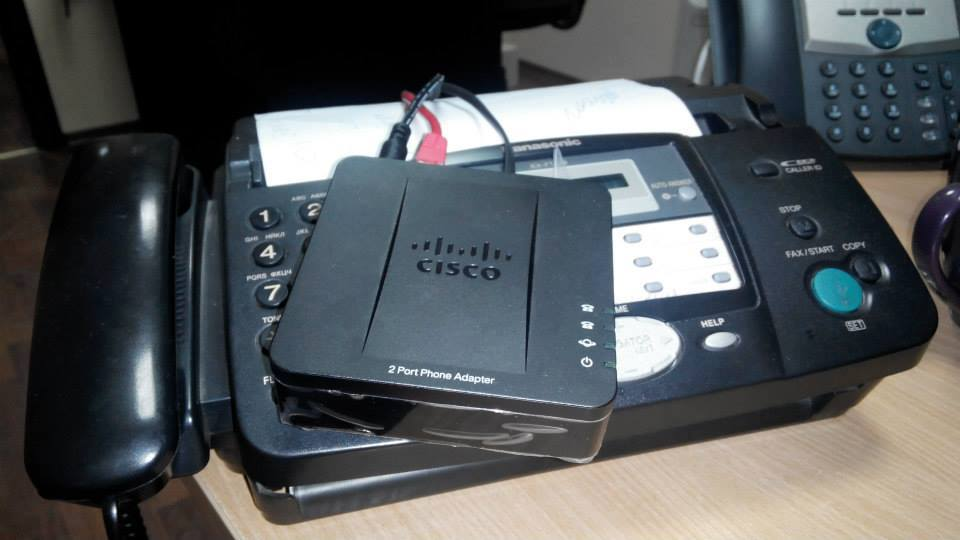
VOIP-шлюз Cisco SPA112
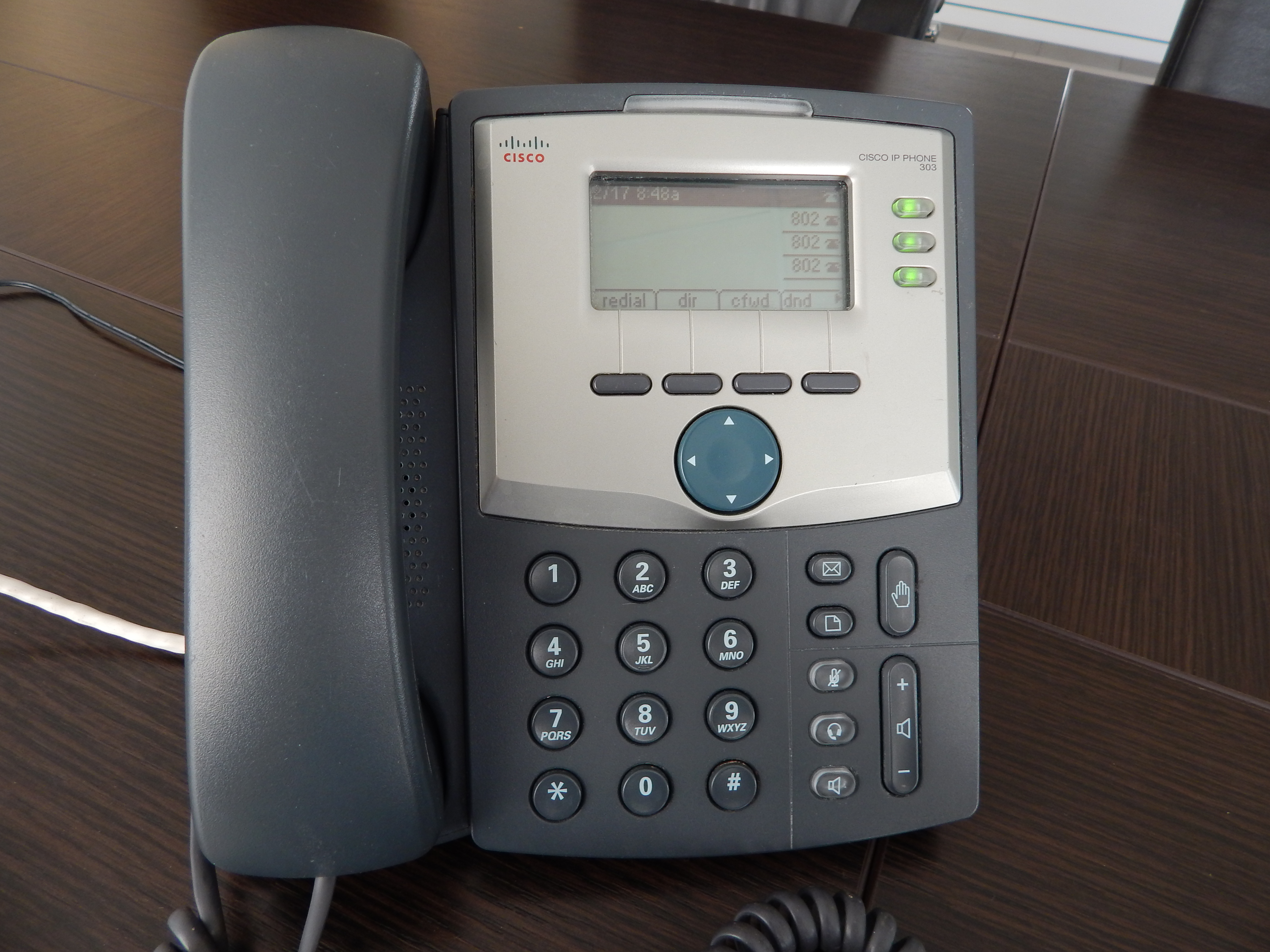
IP-телефон Cisco SPA303
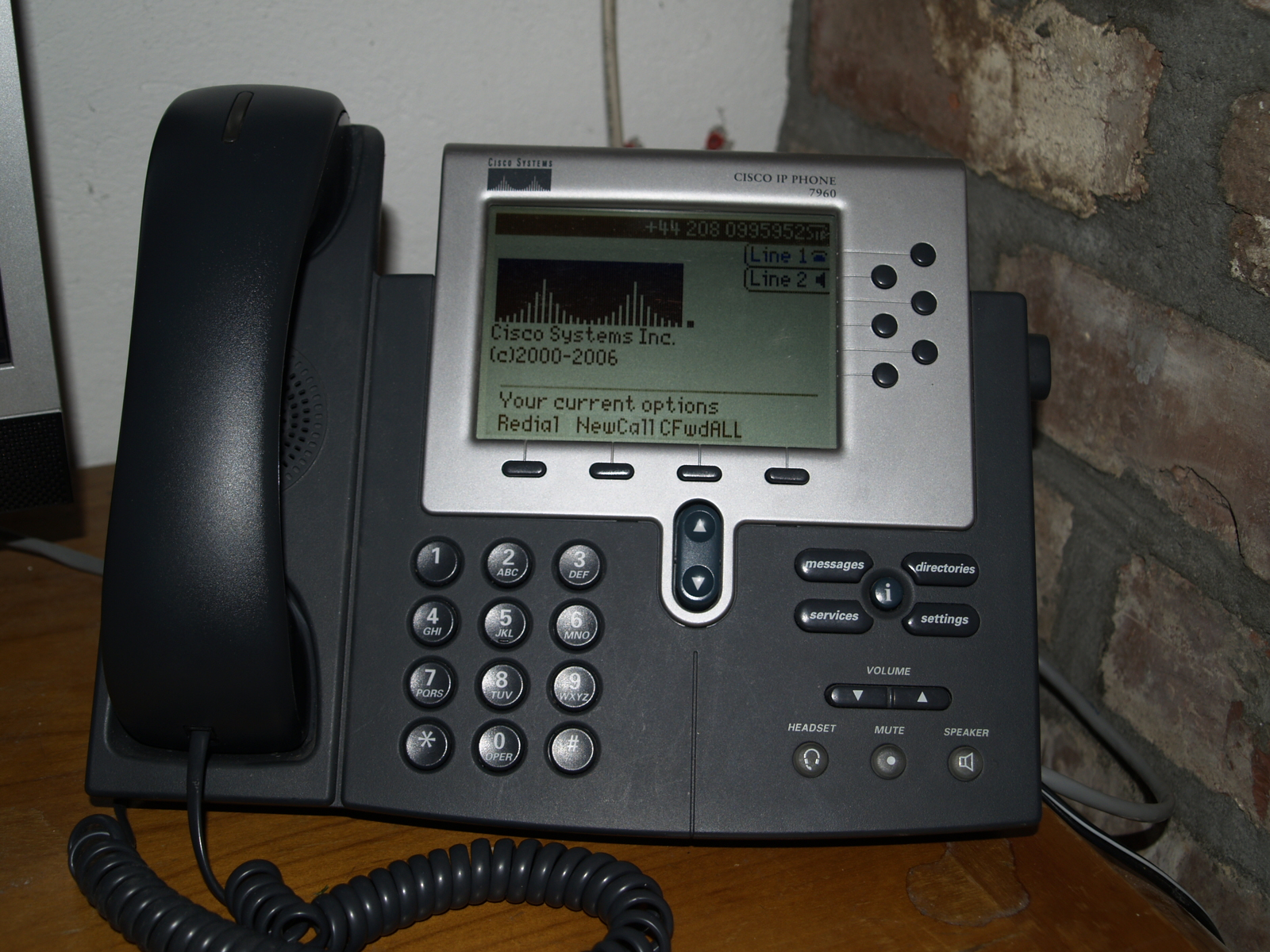
IP-телефон Cisco 7960G

Продукция Cisco используется государственными и военными структурами многих стран мира (особенно с целью обеспечения защищённых каналов связи) — в том числе генеральным секретарём НАТО для осуществления звонков и видеосвязи с коллегами. Примерами являются такие телефоны Cisco с поддержкой технологии VoIP, как широко распространённый Cisco 8865 и Cisco 7975 (в том числе модификация 7975G). В частности, эти модели были запечатлены на ряде фотографий с генсеком Марком Рютте, вступившим в должность в 2024 году; его предшественник Йенс Столтенберг пользовался моделью Cisco 9951, продажи которой прекратились в 2016 году, а обслуживание — в 2021 году.

### Показатели деятельности
Подразделения по состоянию на 2022 год:
- Америка — операционный центр в Сан-Хосе (Калифорния), 58 % выручки;
- Европа, Ближний Восток и Африка — операционный центр в Амстердаме (Нидерланды), 27 % выручки;
- Азиатско-Тихоокеанский регион, Япония и Китай — операционный центр в Сингапуре, 16 % выручки.

|                | 2000…  | 2005…  | 2010  | 2011  | 2012  | 2013  | 2014  | 2015  | 2016  | 2017  | 2018  | 2019  | 2020  | 2021  | 2022  |
| -------------- | ------ | ------ | ----- | ----- | ----- | ----- | ----- | ----- | ----- | ----- | ----- | ----- | ----- | ----- | ----- |
| Оборот         | 18,93… | 24,80… | 40,04 | 43,22 | 46,06 | 48,61 | 47,14 | 49,16 | 49,25 | 48,01 | 49,33 | 51,90 | 49,30 | 49,82 | 51,56 |
| Чистая прибыль | 2,668… | 5,741… | 7,767 | 6,490 | 8,041 | 9,983 | 7,853 | 8,981 | 10,74 | 9,609 | 0,110 | 11,62 | 11,21 | 10,59 | 11,81 |
| Активы         | 32,87… | 33,88… | 81,13 | 87,10 | 91,76 | 101,2 | 105,1 | 113,4 | 121,7 | 129,8 | 108,8 | 97,79 | 94,85 | 97,50 | 94,00 |

Примечание. Компания заканчивает финансовый год в конце июля.

## Cisco в СНГ
Компания начала работу на рынке СНГ в 1995 году. У неё появились представительства в Москве и Санкт-Петербурге, в странах СНГ (Азербайджане, Беларуси, Казахстане, Узбекистане) и на Украине. В 2020/21 финансовом году на Россию, Беларусь и Украину пришлось около 1 % выручки компании.
В 2007 году объём продаж Cisco в СНГ (главным образом в России и Казахстане) и Украине по направлению «информационная безопасность» составил 78 млн долл. Годовой темп роста составил 33,4 % в рублях или 41,8 % в долларах. Доля рынка, которую удерживает Cisco, перевалила за 20 %.

### «Сколково»
В июне 2010 года в ходе встречи с президентом России Дмитрием Медведевым глава Cisco Джон Чемберс заявил о намерении в ближайшее время инвестировать в венчурные проекты в России $100 млн (ранее было заявлено об участии компании в проекте создания инновационного центра Сколково). По окончании строительства инновационного центра Cisco обещает разместить там вторую глобальную штаб-квартиру для своего отдела перспективных технологий. По словам Чемберса, общая сумма инвестиций Cisco в российскую экономику в ближайшие годы достигнет $1 млрд.
Руководитель бизнеса Cisco в странах СНГ и Грузии Павел Бетсис сообщил, что компания приступила к регистрации в Сколково своего R&D-центра, а также занялась формированием команды разработчиков, которые будут в нём работать. Центр начал свою работу весной 2012 года в «Сколково» «реально или виртуально» в зависимости от наличия в иннограде готовых к использованию офисных площадей.

### Сотрудничество с USAID
В октябре 2011 года Cisco и USAID заключили сделку в размере 40-50 млн долларов, согласно которой Cisco берётся обучить компьютерным и интернет-навыкам гражданских активистов некоммерческих организаций. Проект предполагалось реализовать на базе Сетевых академий Cisco, а также планировалось открыть около 500 центров обучения по всей РФ. Большую часть расходов взяла на себя компьютерная корпорация. Этот проект вызвал опасения у части депутатов Госдумы (Роберт Шлегель) и СМИ как возможная платформа для «твиттер-революции» и консолидации оппозиции, получающей возможности рекрутировать в свои ряды новых интернет-активистов из числа обучаемых Cisco.

### Прекращение деловых операций в России и Беларуси
4 марта 2022 Cisco заявила, что прекращает поставки своей продукции в Россию и Беларусь из-за вторжения России на Украину. Помимо приостановки поставок, компания прекратила предоставление гарантийного обслуживания на ранее приобретённую продукцию и закрыла доступ к сервису организации веб-видеоконференций WebEx для пользователей из России и Беларуси. 14 марта 2022 года глава Cisco Чак Роббинс опубликовал официальное письмо с разъяснением сложившейся ситуации. Импортозамещением решений Cisco на территории России занимается в том числе «Лаборатория Касперского». В апреле 2023 года стало известно, что Cisco уничтожила все остававшееся в России оборудование, запчасти и прочее имущество на сумму 1,86 миллиарда рублей.

## Сетевая академия Cisco
Программа Сетевой академии Cisco — это комплексная программа электронного обучения, предоставляющая студентам знания в области технологий Интернета. Программа Сетевой академии включает материалы, доступные через Интернет, инструменты оценки знаний, средства отслеживания академических успехов студентов, практические лабораторные занятия, а также курсы подготовки для получения признанных в отрасли профессиональных сертификатов.
Сетевая академия была основана в октябре 1997 года на базе 64 учебных заведений в семи штатах и распространилась на 190 стран. С момента основания программы 17,5 млн студентов поступили в 11 800 академий, расположенных в школах, техникумах, колледжах, университетах и общественных организациях.
Заинтересованным учебным заведениям присваивается статус Академии Cisco. Существует три возможных уровня обучения. Эксперты Cisco обучают тренеров преподавателей в центрах подготовки академии Cisco (CATC). Тренеры, получившие подготовку в CATC, обучают преподавателей региональных академий (Regional Academies), а они, в свою очередь, обучают преподавателей местных академий (Local Academies), которые и преподают студентам. Использование этой трёхуровневой модели обучения позволяет обеспечить необходимый уровень подготовки преподавателей в непосредственной близости от мест их проживания. Учебные заведения могут принимать участие в обучении на одном или нескольких уровнях.
Партнёры Cisco из числа коммерческих, правительственных и общественных организаций формируют экосистему, предоставляющую ряд услуг и поддержку, необходимую для подготовки будущих сотрудников в условиях глобальной экономики. Учебная программа, изначально созданная для подготовки для получения сертификатов «Сертифицированный Cisco сетевой специалист» (CCNA) и «Сертифицированный Cisco сетевой профессионал» (CCNP), значительно расширилась за счёт учебных курсов, поддерживаемых организациями-партнёрами. Дополнительные курсы включают: «Основы ИТ: Оборудование и программное обеспечение ПК» (IT Essentials: PC Hardware and Software) и «Основы ИТ: Сетевые операционные системы» (IT Essentials: Network Operating Systems); а также курс «Основы сетевой инфраструктуры Panduit» (Panduit Network Infrastructure Essentials) при поддержке Panduit Corporation.
Использование Интернета позволяет предоставлять равный уровень обучения для всех студентов независимо от их местоположения, социально-экономического статуса, пола или расы. При поддержке программы развития Организации Объединённых Наций, Агентства США по международному развитию и международного союза по телекоммуникациям Cisco обеспечила доступ к программе студентов из наименее развитых стран, чтобы помочь им строить экономики своих стран.

### Сертификации Cisco
Cisco обеспечивает сертификацию для профессионалов в области сетей:
- CCENT (Cisco Certified Entry Networking Technician) — сертифицированный техник по сетевым технологиям;
- CCNA Routing and Switching (Cisco Certified Network Associate) — сертифицированный специалист по маршрутизации и коммутации;
- CCNA Security — сертифицированный специалист по сетевой безопасности;
- CCNA VoIP — сертифицированный специалист по IP-телефонии;
- CCNA Wi-Fi — сертифицированный специалист по беспроводным сетям;
- CCDA (Cisco Certified Design Associate) — сертифицированный специалист по проектированию сетей;
- CCNP (Cisco Certified Network Professional) — сертифицированный профессионал по маршрутизации и коммутации;
- CCDP (Cisco Certified Design Professional) — сертифицированный профессионал по проектированию сетей;
- CCIP (Cisco Certified Internetwork Professional) — сертифицированный профессионал по объединённым сетям;
- CCSP (Cisco Certified Security Professional) — сертифицированный профессионал по безопасности;
- CCVP (Cisco Certified Voice Professional) — сертифицированный профессионал по технологиям VoIP;
- CCIE (Cisco Certified Internetwork Expert) — сертифицированный эксперт объединённых сетей;
- CCDE (Cisco Certified Design Expert) — сертифицированный эксперт по проектированию сетей.